# Grzyb owocnikowy

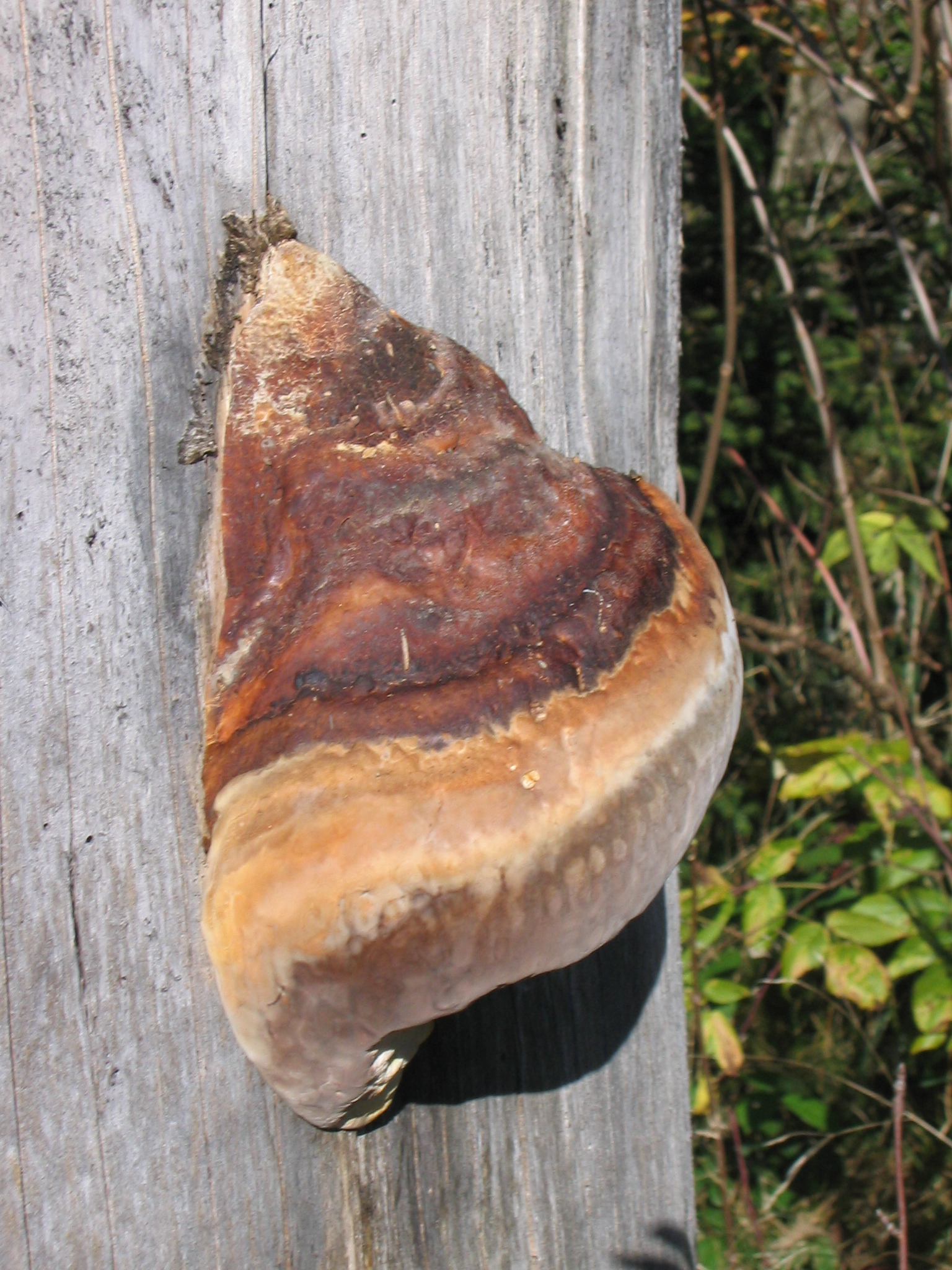
Pniarek obrzeżony o niezróżnicowanym owocniku

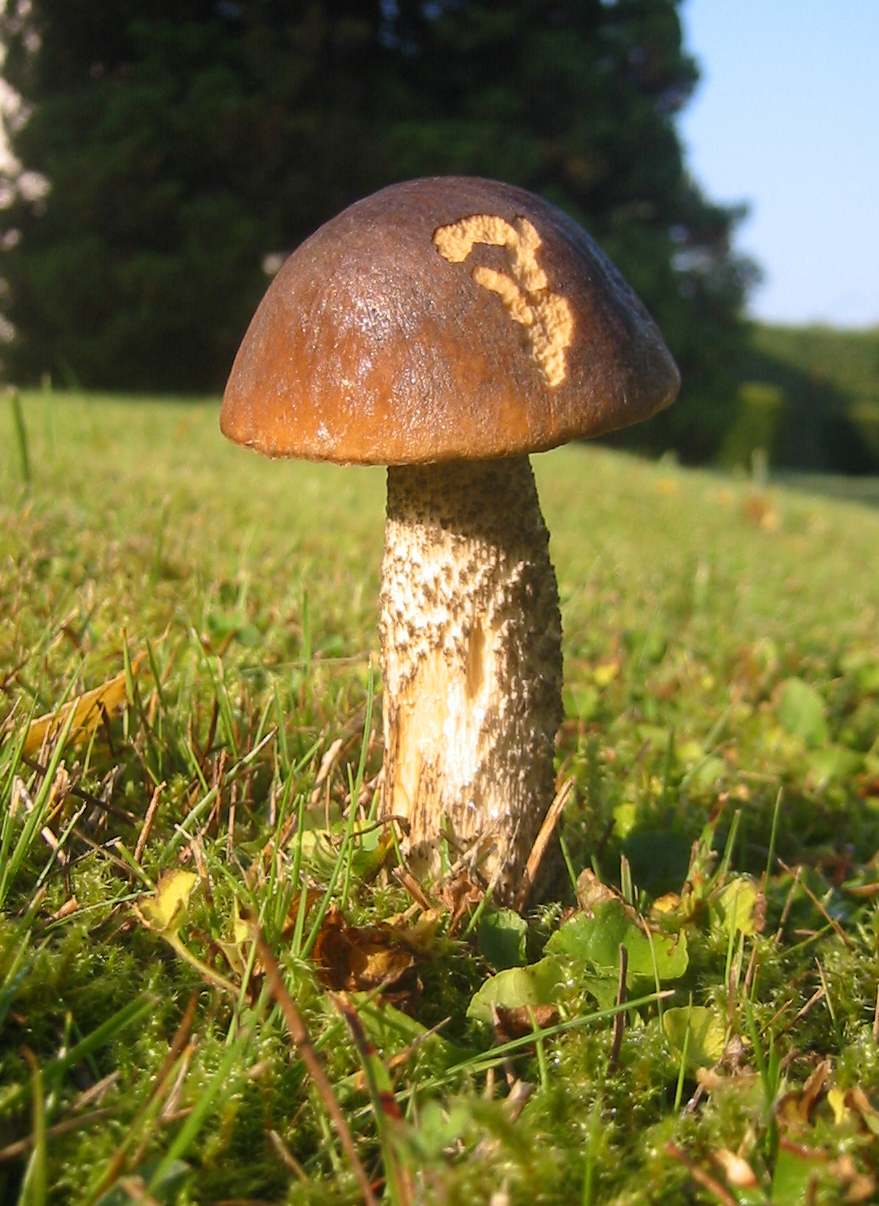
Koźlarz babka o owocniku zróżnicowanym na kapelusz i trzon

Grzyb owocnikowy – grzyb wytwarzający owocniki. Grzybami owocnikowymi jest większość gatunków grzybów wyższych należących do klasy podstawczaków i workowców. Wśród grzybów owocnikowych wyróżnia się jeszcze grzyby kapeluszowe, u których owocnik zróżnicowany jest na kapelusz i trzon.